# 鼻烟壶

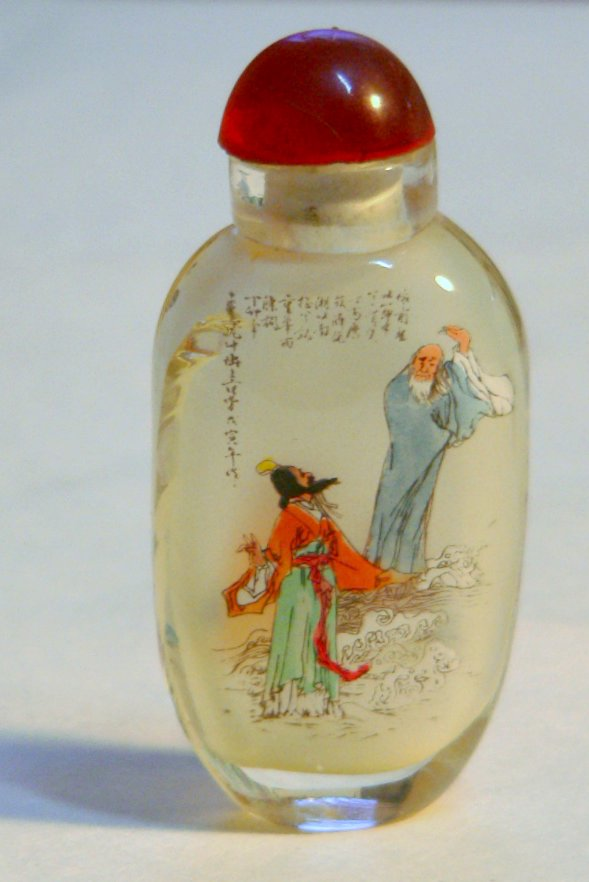
在玻璃鼻煙壺瓶的内侧进行绘画，称为内画壶

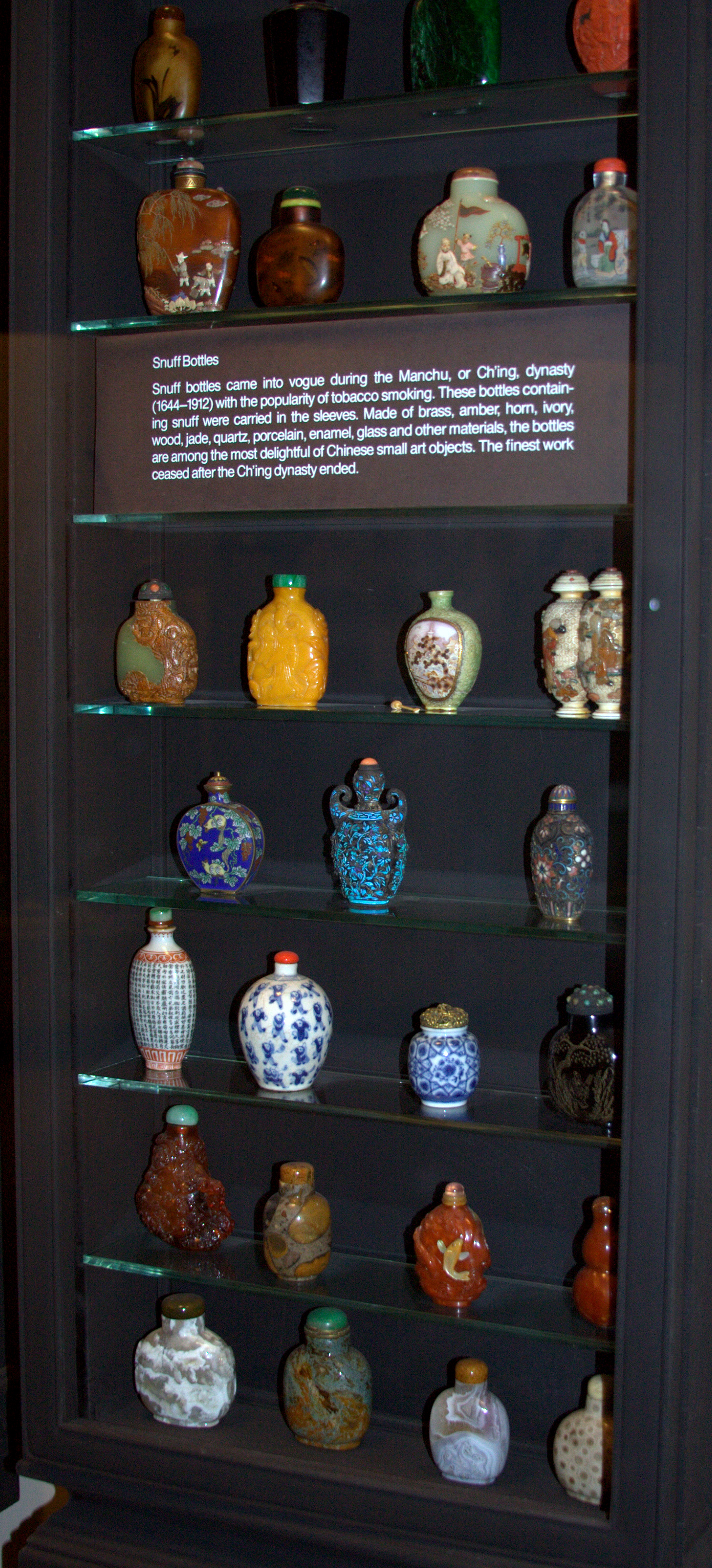
鼻煙壺已是中國的藝術品

鼻烟壶，是一種盛放鼻烟的容器，源於西方，初譯為「士拿乎」，至十七世紀傳入中國。
鼻烟传入中国后，中国人先是利用传统药瓶盛放鼻烟，后来利用瑪瑙、陶瓷或象牙等多种材质和制作工艺来改善鼻烟的盛具，这种盛具，被人们称作鼻烟壶。康雍时期的中國可以自製鼻煙壶。中国鼻烟壶的制作相當講究，加上雕鏤細膩的圖樣。清代，從王公贵族到贩夫走卒，皆嗜好鼻烟与鼻烟壶，甚至是“可一日不飲食，而不可一日不聞鼻煙。”鼻烟還會用於提神醒脑，如《红楼梦》第五十二回寫晴雯头痛，賈宝玉让麝月“取鼻烟来，给她嗅些，痛打几个喷嚏，就通了关窍。”
從明末到康熙年間，對於鼻煙壺的鑑賞相當流行，直至今時今日，中國古代鼻煙壺依然是許多古董收藏家的愛好。至今已有四百年的历史。《春冰室野乘》中描述，孙士毅在乾隆接见时，送給皇帝一只鼻烟壶，和珅在途中向他索要，他不肯給。後來和珅背著皇帝，直接從大內庫府取得，卻無人制止，可見得和珅的權力之大。
内画鼻烟壶五派：鲁派（代表人物：张广庆），冀派（代表人物：王习三），京派（代表人物：叶澍英），粤派（代表人物：吴松龄），秦派（代表人物：张铁山）。
现代对内画鼻烟壶作出重要贡献的有索振海，他将外部绘画的内容和内画的技巧结合起来，给内画的创作打开了一片新天地。